# Виня, Йон
Йон Виня (настоящая фамилия Эуджен Йованаке) (рум. Ion Vinea; 17 апреля 1895, Джурджу – 6 июля 1964, Бухарест) – румынский писатель, поэт, переводчик, публицист, адвокат, литературный критик, журналист. Символист, сюрреалист. Представитель магического реализма.

## Биография
В 1924 году окончил Бухарестский университет. Стал адвокатом. Во время учёбы в лицее издавал совместно с Т. Тцара журнал «Симбол 1912», где дебютировал символистскими стихами, в 1923–1931 годах – модернистский журнал «Контимпоранул», близкий по идейно-эстетической направленности французскому сюрреализму. 
В прозе выступал с новаторскими и революционными программами и манифестами: Descântecul şi Flori de lampă («Экзорцизм и цветы в лампах», 1925); Paradisul suspinelor («Рай вздохов», 1930); Лунатеции (2 тт., пост., 1965).  "L'ora delle fonti", 1964).
Печатался с 1912 года. В творчестве Й. Вини ощутимо влияние экспрессионизма.

## Избранная библиография
- сборник новелл «Рай вздохов» («Paradisul suspinelor», 1930),
- сборник поэзии «Время родников» («Ora fîntînilor», 1964),
- психологический роман «Лунатики» («Lunatecii», 1965).
- романы 
  - Lo scongiuro e Fiori di lampada, 1925
  - Il Paradiso dei sospiri, 1930
  - L'ora delle fonti, 1964

Переводил на румынский  язык произведения Шекспира, Э. По, В. Ирвинга, Бальзака и др.